# Brutus (niederländische Band)
Brutus ist eine Death-Metal-Band aus den Niederlanden, welche im Jahr 2000 gegründet wurde.

## Geschichte
Die Band wurde im September 2000 vom Gitarristen und Sänger Bastærd und dem Schlagzeuger Maarten „Ploegbaas“ Luijsterburg gegründet. Kurze Zeit später stießen der Bassist und Sänger Molestrator und der Gitarrist und Sänger Schoft hinzu und vervollständigte die Besetzung. Nach einigen Proben verließ Molestator die Band wieder und wurde durch Ploert ersetzt. Es folgten die ersten Auftritte, ehe die Band zur Weihnachtszeit 2001 ihr erstes Demo aufnahm, das sechs Lieder umfasste. Danach folgten die weitere Auftritte, wobei die Band unter anderem auch als Vorgruppe für Disgorge. Daraufhin unterzeichnete die Gruppe einen Vertrag bei Unique Leader Records und begab sich im Dezember in die Excess Studios, um ihr erstes Album Slachtbeest aufzunehmen. Nach einiger Verzögerungen erschien der Tonträger im Dezember 2003. Der Veröffentlichung schloss sich eine Europatournee zusammen mit Macabre und Cephalic Carnage an. Kurz danach verließ Bastærd die Band nach einigen weiteren Auftritten und wurde durch den Gitarristen Vlerk ersetzt. Im September 2005 folgte eine weitere, dreiwöchige Europatour zusammen mit Mortal Decay und Beheaded an. Zudem spielte die Band einige lokale Auftritte als Vorgruppe für Bands wie Nile, Vader und Suffocation. Danach begann die Band mit den Aufnahmen zum zweiten Album Murwgebeukt/TotalLoss. Die Aufnahmen konnten jedoch nicht beendet werden, da der 25-jährige Schlagzeuger Luijsterburg am 24. Oktober 2006 Selbstmord beging, indem er sich vor einen Zug warf. Der erste Auftritte hiernach folgte 2008 auf dem Neurotic Deathfest. Hierbei war Yuma Van Eekelen als neuer Schlagzeuger vertreten, während Bastærd zur Band zurückgekehrt war. Im Jahr 2010 trat die Band beim Wacken Open Air auf.

## Stil
Die Band spielte auf ihrem Album Slachtbeest klassischen Death Metal im amerikanischen Stil. Die Geschwindigkeit der Lieder ist fast durchweg hoch, während der Gesang tief und guttural ist. Die Texte sind in der niederländischen Sprache verfasst worden.

## Diskografie
- 2001: Promo (Demo)
- 2003: 013 – Live (Live-Album)
- 2003: Slachtbeest (Album)
- 2016: Murwgebeukt (Album)